# Henriqueta Ana da Inglaterra
Henriqueta Ana Stuart (em inglês: Henrietta Anne Stuart; Exeter, 16 de junho; 26 de junho no calendário juliano de 1644 – Saint-Cloud, 30 de junho de 1670) foi uma princesa inglesa pelo nascimento e princesa francesa e Duquesa de Orleães pelo casamento com Filipe, Duque de Orleães, irmão mais novo do rei Luís XIV.
Nascida uma princesa inglesa da dinastia Stuart, foi a filha mais nova do rei Carlos I da Inglaterra e de sua consorte Henriqueta Maria da França. Fugiu da Inglaterra com a sua governanta com apenas três anos de idade, durante a Guerra Civil Inglesa, e mudou-se para a corte do seu primo, o rei Luís XIV da França, onde casou-se com o primo, o Duque de Orleães, e era conhecida como "Minette".
Depois de se casar com o Duque de Orleães, irmão de Luís XIV, conhecido como Monsieur na corte, passou a ser conhecida como Madame. Muito popular na corte muito devido à sua natureza namoradeira, o seu casamento foi marcado por muitas tensões. Henriqueta foi essencial nas negociações do Tratado Secreto de Dover antes de morrer inesperadamente em junho de 1670.
Após a morte de Henrique Benedito Stuart, os actuais pretendentes jacobitas ao trono da Grã-Bretanha descendem dela pelo lado da sua filha mais nova, Ana Maria, Rainha da Sardenha.

## Biografia

### Infância na Inglaterra

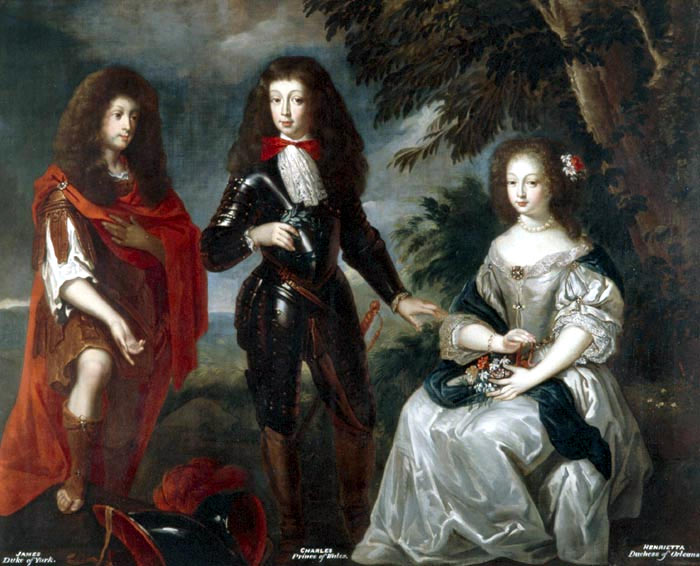
Henriqueta com os seus dois irmãos, o futuro rei Carlos II e o futuro rei Jaime II.

A princesa Henriqueta nasceu a 16 de junho de 1644, na véspera da Segunda Batalha de Newbury, durante a Guerra Civil, em Casa Bedford, Exeter, uma residência de William Russel, 5.º Conde de Bedford, que tinha regressado recentemente ao lado monárquico. O seu pai era o rei Carlos I da Inglaterra e a sua mãe era a filha mais nova do rei Henrique IV da França e de Maria de Médici. Durante toda a sua vida, Henriqueta teve uma relação muito próxima com a sua mãe, a rainha Henriqueta Maria. As suas ligações com a corte francesa, nomeadamente como sobrinha do rei Luís XIII e prima direita de Luís XIV, foram-lhe muito úteis ao longo da vida.
Pouco antes do nascimento de Henriqueta, a sua mãe tinha sido forçada a trocar Oxford por Exeter, onde chegou a 1 de maio de 1644. Muitos pensaram que a rainha não iria sobreviver ao parto, devido ao estado frágil da sua saúde na época. Depois de um parto particularmente complicado, a princesa foi colocada sob o cuidado de Anne Villiers, Condessa de Morton, conhecida na altura como Lady Dalkeith. Para segurança da princesa, a rainha decidiu partir para Falmouth e depois regressar a França para pedir ajuda ao rei Luís XIV para o seu marido. Quando regressou a Falmouth em meados de julho, a rainha foi informada de que a sua filha tinha sofrido de convulsões, das quais tinha recuperado. A 26 de julho, Henriqueta conheceu o pai, Carlos I da Inglaterra. Antes da sua chegada, o rei tinha ordenado que a filha fosse baptizada seguindo os rituais da Igreja da Inglaterra. Assim, a cerimónia celebrou-se na Catedral de Exeter a 21 de julho. Uma cobertura de Estado foi erguida em honra da sua dignidade como princesa da Inglaterra. Henriqueta foi levada para o Palácio de Oatlands, nos arredores de Londres, onde viveu com os seus criados durante cerca de três meses, antes de fugir em segredo em junho de 1646 numa expedição liderada por Lady Dalkeith que garantiu a chegada em segurança de Henriqueta que se reuniu com a sua mãe.

### Vida na França e casamento

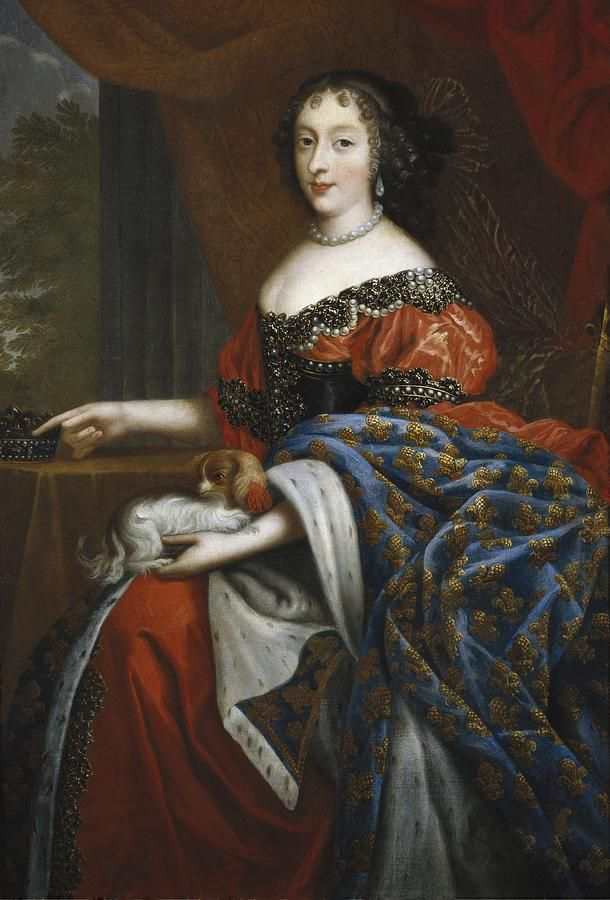
Retrato de Henriqueta, no Museu Rolin.

Enquanto vivia na corte francesa, a princesa recebeu o nome de Ana, em honra da sua tia, a rainha Ana da Áustria. Quando chegou, era conhecida como Henriette d'Angleterre ou como a princesse d'Angleterre em França. A princesa e a mãe receberam aposentes no Louvre, uma pensão mensal de 30 000 livres e a possibilidade de utilizar o Castelo de Saint-Germain-en-Laye. Este estilo de vida luxuoso não durou muito uma vez que todo o dinheiro que Henriqueta recebia era entregue ao marido em Inglaterra ou a cavaleiros exilados que tinham fugido para França. Durante a Fronda, guerra civil que rebentou em França entre 1648 e 1653, Henriqueta e a mãe permaneceram no Louvre.
Em fevereiro de 1649, a mãe de Henriqueta soube da execução do seu marido, Carlos I, que tinha sido decapitado a 30 de janeiro. No final da Fronda, a rainha Henriqueta Maria e a filha mudaram-se para o Palácio Real com o jovem Luís XIV, a mãe dele e o irmão Filipe. Ao mesmo tempo, a rainha Henriqueta Maria decidiu criar a sua filha, que tinha sido baptizada na Igreja da Inglaterra, como católica romana. Com a chegada do irmão de Henriqueta, Henrique Stuart, Duque de Gloucester, em 1652, a sua pequena corte aumentou.
Após o final da Fronda, a corte francesa deu prioridade à procura de uma noiva para o jovem rei da França. A rainha Henriqueta Maria deu a sugestão de casar a sua filha Henriqueta com Luís, mas a rainha Ana rejeitou a ideia, preferindo dar o lugar à sua sobrinha, a arquiduquesa Maria Teresa da Áustria. Luís e Maria Teresa casaram-se em junho de 1660 e, depois, a rainha Ana centrou as suas atenções no seu filho solteiro, Filipe. Enquanto viviam no Castelo de Colombes, a residência de Henriqueta Maria nos arredores de Paris, mãe e filha souberam que a monarquia tinha sido restaurada em Inglaterra sob a liderança do irmão de Henriqueta, Carlos II da Inglaterra, e as duas regressaram a Paris. Esta mudança na situação da prima, levou Filipe, um homossexual extravagante que tinha estado envolvido numa série de escândalos sexuais, a pedir Henriqueta em casamento. Antes desta proposta, havia rumores de que a princesa tinha recebido várias propostas de Carlos Emanuel II de Saboia e do Grão-duque da Toscana, mas nenhuma delas chegou a bom termo devido ao seu estatuto de exilada.

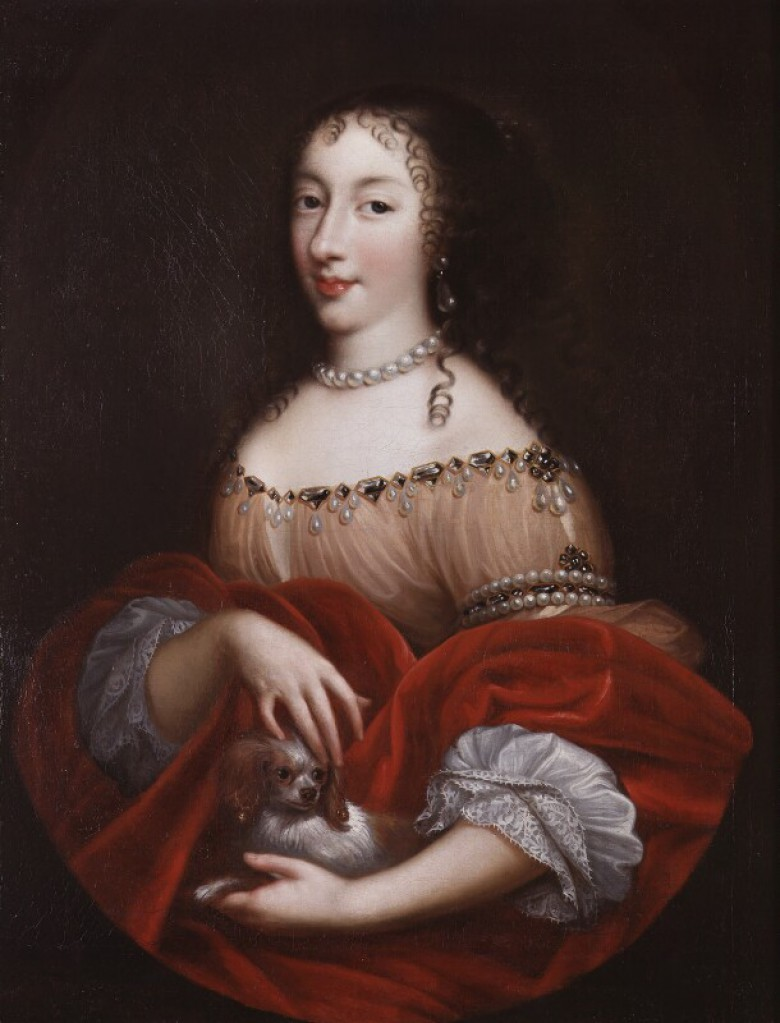
Retrato de Henriqueta entre os anos de 1665-1670.

Filipe estava impaciente e ansioso por garantir um casamento com Henriqueta o mais depressa possível, mas Henriqueta Maria desejava partir para Inglaterra para pagar todas as suas dívidas, obter o dote de Henriqueta e impedir que o Duque de Iorque anunciasse o seu casamento com Ana Hyde, uma antiga dama-de-companhia da Princesa Real. Durante esta altura, Henriqueta sofreu um duro golpe com a morte do seu irmão, o Duque de Gloucester, que morreu de varíola em setembro de 1660. Em outubro, Henriqueta embarcou com a mãe para Dover, onde ficaram alojadas no castelo da cidade. A corte francesa pediu a mão de Henriqueta oficialmente em casamento a 22 de novembro e o seu dote foi negociado. Carlos II concordou em entregar um dote de 840 000 livres à irmã e mais 20 000 para outras despesas. Também recebeu um rendimento anual de 40 000 livres como presente e o Château de Montargis como residência privada.
O regresso de Henriqueta a França foi atrasado devido à morte da sua irmã, a princesa de Orange, de varíola. Partiu finalmente da Inglaterra em janeiro de 1661. De regresso a França, assinou o contrato de casamento com Filipe no Palácio Real a 30 de março de 1661; a cerimónia realizou-se no dia seguinte. O casamento foi muito celebrado e o casal mudou-se para o Palácio das Tulherias. Uma vez que tinha casado um Monsieur, Henriqueta passou a ser tratada como Madame, la duchesse d'Orléans.

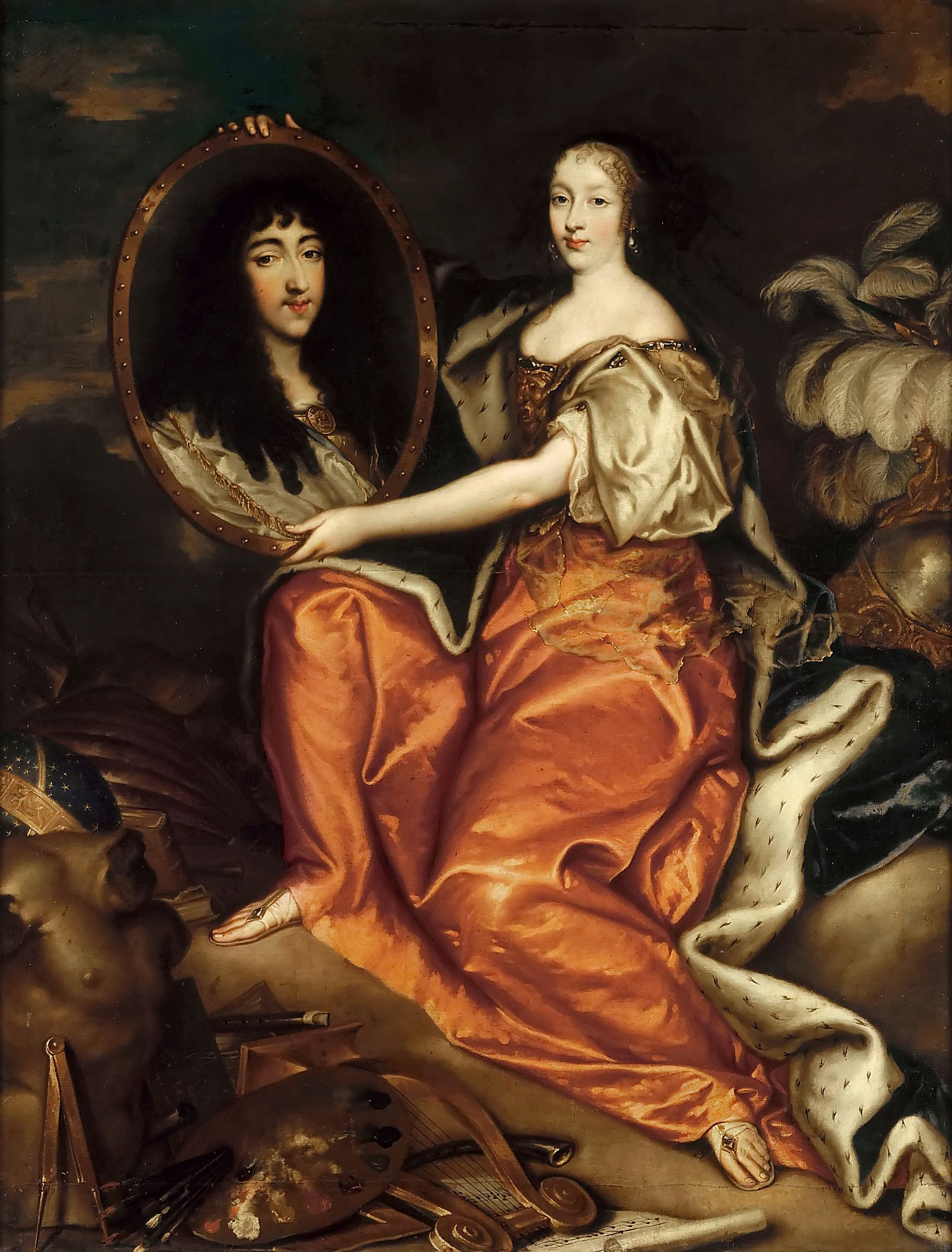
Henriqueta retratada como Minerva segurando um retrato do marido.

O casamento começou bem e aparentemente, Filipe terá sido um marido dedicado. Um ano depois do casamento, Henriqueta deu à luz uma filha que foi baptizada Maria Luísa. A corte duvidou da paternidade da criança, apontando Luís XIV ou o Conde de Guiche como sendo o pai biológico. Henriqueta e Guiche começaram um caso amoroso logo no início do casamento, apesar do facto de este ter sido um antigo amante de Filipe. Estes casos fizeram com que Filipe, que tinha sido dedicado inicialmente, se tornasse ciumento e queixou-se à rainha Ana que repreendeu tanto Luís como Henriqueta.

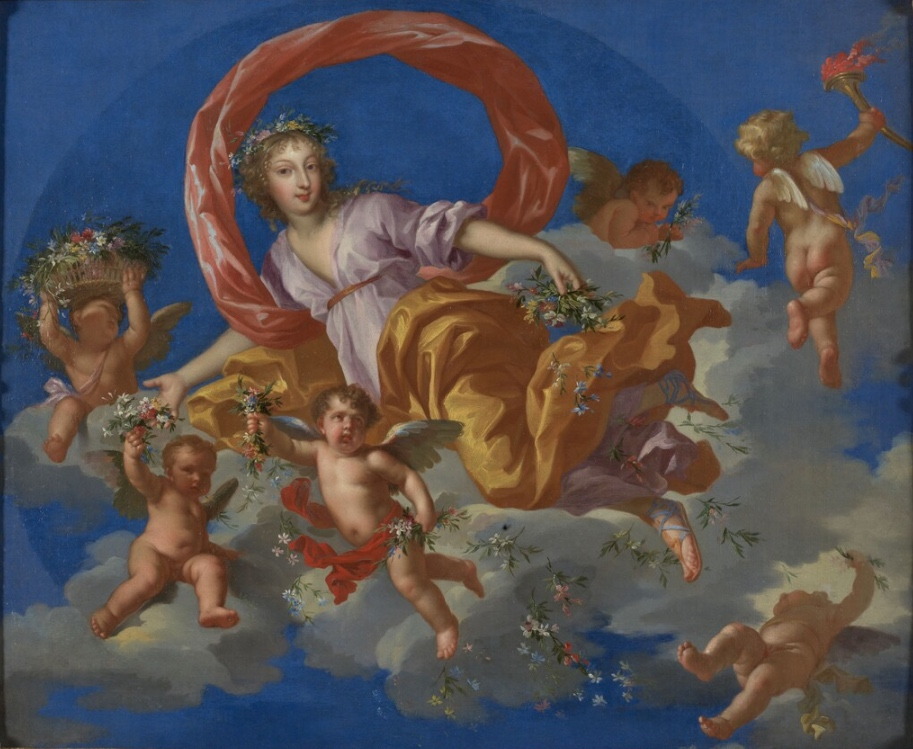
Retrato alegórico de Henriqueta entre os anos de 1665-1670, por Jean Nocret.

Pouco depois, Luís começou a ter um caso amoroso com uma das damas-de-companhia de Henriqueta, chamada Louise de La Vallière, que se tinha juntado ao seu pessoal em finais de 1661 e tinha protegido Henriqueta durante o seu caso amoroso com Guiche. O filho seguinte foi um rapaz, nascido em julho de 1664, que recebeu o título de Duque de Valois. Contudo, a criança morreu em 1666 devido a convulsões, depois de ser baptizado Filipe Carlos poucas horas antes de morrer. A perda do pequeno Duque de Valois afectou muito Henriqueta. Em julho de 1665, deu à luz uma bebé natimorta, mas em 1669 teve outra filha que foi baptizada Ana Maria em 1670.
Em 1666, o amante mais conhecido do seu marido, o Cavaleiro de Lorena, foi integrado no pessoal dos Orleães. O Cavaleiro competia frequentemente por obter poder dentro do pessoal de Filipe, algo pouco comum na época.
Henriqueta foi frequentemente elogiada por ser uma princesa culta e a correspondência que trocava com Moliere, Racine, La Fontaine, Bussy-Rabutin e outros é notável. Também gostava de jardinagem e foi ela que criou o jardim de água no Palácio Real. Henriqueta também acumulou uma grande e prestigiante colecção de pinturas que incluía trabalhos de Van Dyck e Correggio. A sua personalidade activa levou alguns historiadores a suspeitar de que sofria de anorexia nervosa.
Em finais de 1669, Henriqueta perdeu a sua mãe, a rainha Henriqueta Maria, que morreu depois de tomar uma quantidade excessiva de opiáceos como analgésicos.  Henriqueta ficou devastada e a situação não melhorou quando Filipe se apressou a reclamar todos os bens da sogra ainda antes de ela ser enterrada.

### Tratado Secreto de Dover

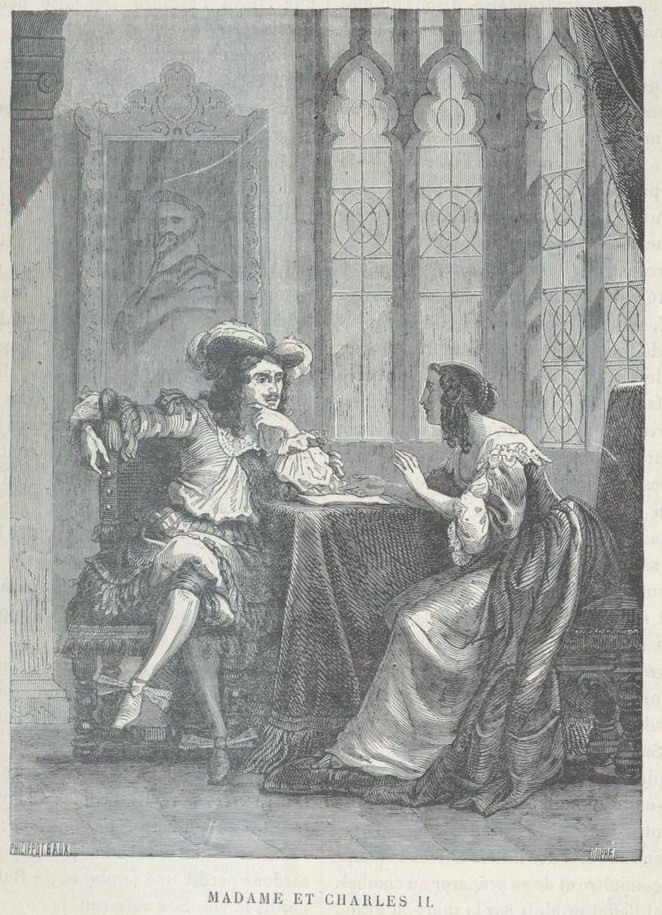
Gravura contemporânea de Henriqueta e Carlos II em Dover.

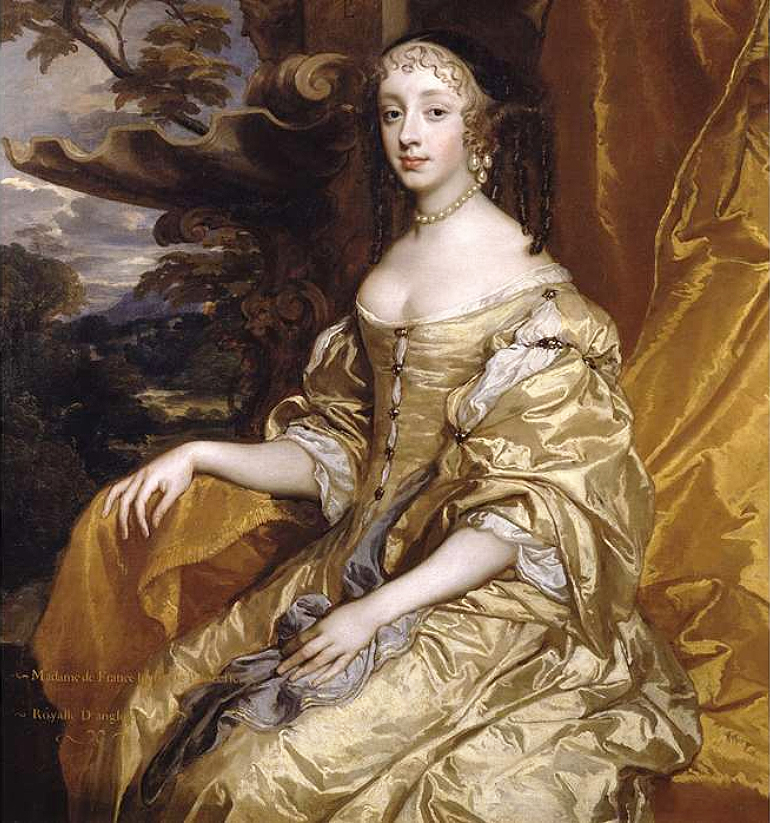
Retrato de Henriqueta da coleção "Belezas de Windsor", por Sir Peter Lely.

Henriqueta foi essencial nas negociações diplomáticas entre o seu país natal, a Inglaterra, e o país que a recebeu, a França. O seu irmão Carlos II, de quem era muito próxima, estava tentar estabelecer uma relação mais próxima com a França. Apesar de ser um assunto que tinha vindo a ser discutido desde 1663, foi apenas em 1669 que Carlos II pôs o plano em marcha, admitindo que se converteria ao catolicismo e jurando que a Inglaterra se converteria também. Henriqueta estava ansiosa por visitar o seu país natal e Luís XIV encorajou-a a fazê-lo para que o tratado se realizasse. Contudo, Filipe, que estava irritado com a esposa por causa dela ter namoriscado com Guiche e com outros antigos amantes seus, insistiu que Henriqueta não devia ter permissão para ir e queixou-se ao rei da Inglaterra, afirmando que ela devia ficar a seu lado em França. Depois de fazer um apelo ao rei da França, Henriqueta conseguiu seguir viagem para Inglaterra, chegando a Dover a 26 de maio de 1670 numa estadia que duraria até dia 1 de junho, data em que o tratado foi assinado.
Carlos deveria abandonar a Tripla Aliança da Inglaterra com a Suécia e a República Holandesa a favor de ajudar Luís XIV a conquistar a República Holandesa, um território que o monarca francês reclamava em nome da sua esposa, a rainha Maria Teresa, afirmando que pertencia ao seu dote ainda por pagar. Partindo do princípio de que a conquista seria realizada com sucesso, Inglaterra receberia vários portos rentáveis ao longo de um dos maiores rios na República Holandesa. O tratado só se tornou público em 1830. Depois da sua estadia em Inglaterra, Henriqueta regressou a França a 18 de junho.

### Morte, enterro e legado
Em 1667, Henriqueta começou a queixar-se de uma dor intermitente e intensa de lado no corpo. A partir de abril de 1670, segundo relatos da época, Henriqueta começou a ter problemas digestivos tão graves que só conseguia beber leite. Quando regressou a França depois do tratado, Henriqueta foi para Saint-Cloud com o marido a 26 de junho. A 29 de junho, às cinco da tarde bebeu um copo de água de chicória gelada. Segundo alguns relatos, logo depois de beber a água, Henriqueta sentiu uma dor de lado e queixou-se: "Ah! Que dor! Que hei-de fazer! Devem ter-me envenenado!". A duquesa achou imediatamente que tinha sido envenenada e pediu um antídoto e alguém para examinar a água de chicória. Recebeu o tratamento comum da época para cólicas e um antiveneno. A família real chegou a Saint Cloud depois de ter recebido a notícia do seu estado poucas horas depois. O bispo Bossuet foi chamado e administrou-lhe a Extrema Unção mais tarde. Às duas da manhã do dia 30 de junho de 1670, a princesa Henriqueta morreu. Muitas pessoas culparam o Chevallier de Lorraine e o Marquis d'Effiat pelo envenenamento de Henriqueta. A autópsia foi presenciada por dezassete médicos franceses, dois ingleses, o embaixador britânico e cerca de mais cem curiosos, e apesar de os relatórios oficiais terem declarado que a causa de morte oficial era "cholera morbus (gastroenterite) causada por bílis aquecida", muitos observadores não concordaram.

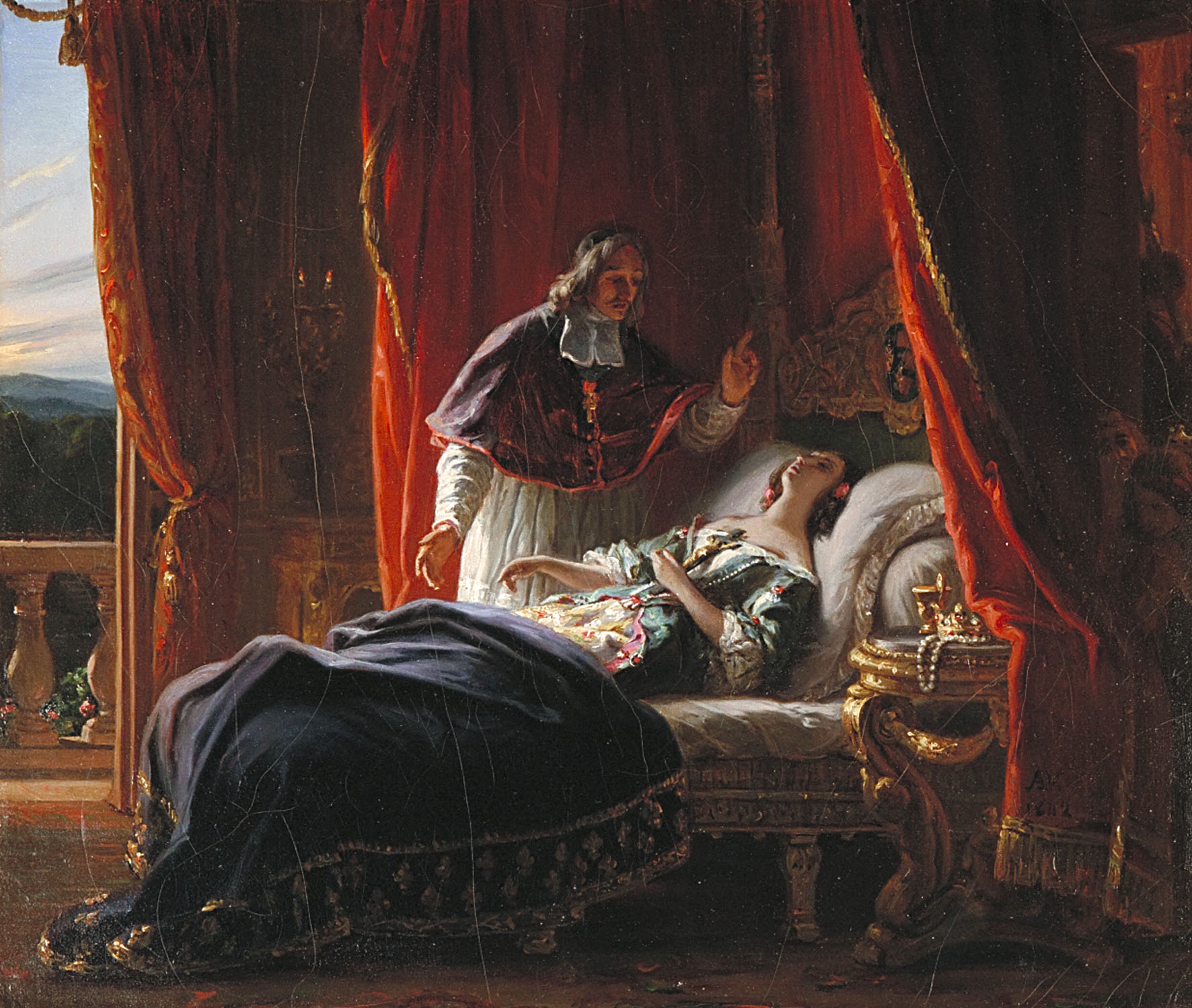
A Morte da Duquesa de Orleães, por Auguste Vinchon.

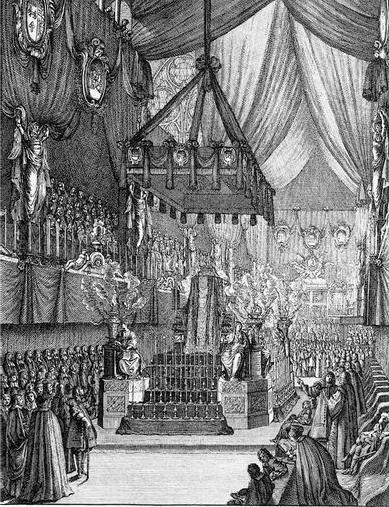
Gravura do funeral de Henriqueta em 1670.

Henriqueta foi enterrada na Basílica de Saint-Denis a 4 de julho e outra cerimónia em sua honra realizou-se a 21 de julho. Todos os organismos públicos incluindo o parlamento, os tribunais, a assembleia do clero e as corporações da cidade foram representados, bem como os membros da nobreza e do público em geral. A rainha Maria Teresa estava presente com o rei da Polónia, João II Casimiro e o embaixador inglês, o duque de Buckingham. Os príncipes de sangue franceses, bem como grandes massas da nobreza também estavam presentes.
| «Em último vinham os membros do pessoal de Monsieur e da Madame, com tochas nas mãos. Um mausoléu, rodeado de altares e urnas de prata, e cercado por uma multidão de estátuas alegóricas de luto, entre os quais se destacavam a Juventude, a Poesia e a Música, foi erguido no centro do coro. Aí repousava o caixão, coberto com um pano de ouro, com pontas de arminho e bordado com o brasão de armas de França e Inglaterra em ouro e prata. Quando todos estavam nos seus lugares, foram acendidas centenas de velas que formaram uma nuvem de incenso; e o arcebispo de Reims, ajudado por outros bispos, deu início à missa com música dos músicos do rei, organizada por Lully". » |

Monsieur voltou a casar-se em 1671 com a condessa Isabel Carlota do Palatinado que, tal como Henriqueta, descendia de Maria da Escócia, e do rei Jaime VI da Escócia e I da Inglaterra. Monsieur e a "nova Madame" tiveram mais dois filhos que sobreviveram até à idade adulta.
A filha mais velha de Henriqueta, Maria Luísa, morreu da mesma forma que a mãe aos vinte e seis anos de idade, em Espanha, em 1689. As circunstâncias da sua morte foram quase iguais às da mãe e também se acreditava que tinha sido envenenada. Ana Maria, a mais nova, casou-se em 1684 e teve oito filhos. A sua filha mais velha, a princesa Maria Adelaide, era mãe do rei Luís XV da França e também morreu aos vinte-e-seis anos de idade. Filipe viria a morrer em 1701. Os seus descendentes incluem Henrique, Conde de Paris, o pretendente ao trono francês da família de Orleães, o rei da Espanha, o rei dos belgas, o grão-duque do Luxemburgo e o pretendente ao trono italiano.

## Representações na cultura
Henriqueta é destaque em um dos retratos da coleção Beauties of Windsor ("Belezas de Windsor") de Sir Peter Lely.
A Duquesa de Orleães era amiga íntima de Madame de La Fayette, que, a seu pedido, escreveu uma biografia de Henriqueta.
Henriqueta é uma das personagens dos romances de Alexandre Dumas, Vinte Anos Depois e O Visconde de Bragelonne, da trilogia dos Mosqueteiros, bem como em duas adaptações cinematográficas russa e francesa.
Na minissérie de televisão britânica Charles II: The Power and the Passion (2003) foi interpretada por Anne-Marie Duff; No telefilme Broadside (2009) foi interpretada por Jessica Clark; Nos curtas-metragens Minette (2010) e Phoenix Song (2013) foi interpretada por Jenna Brighton e Britnie Banks, consequentemente. No seriado do Canal+ Versailles (2015) foi interpretada por Noémie Schmidt.

## Gravidezes

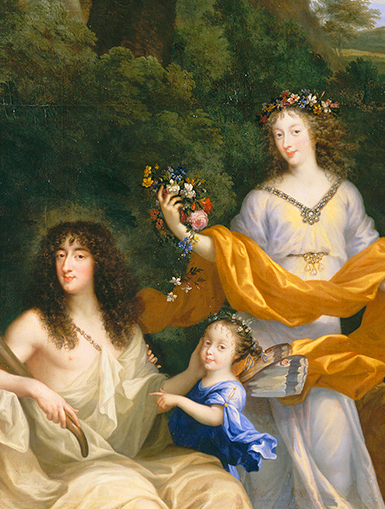
Henriqueta com o marido e a sua filha mais velha, Maria Luísa.

| Nome                           | Imagem | Nascimento           | Morte                   | Observações                                               |
| ------------------------------ | ------ | -------------------- | ----------------------- | --------------------------------------------------------- |
| Maria Luísa de Orleães         |        | 26 de março de 1662  | 12 de fevereiro de 1689 | Casou-se com Carlos II da Espanha, sem descendência;      |
| Filipe Carlos, Duque de Valois |        | 16 de julho de 1664  | 8 de dezembro de 1666   | Morreu na infância;                                       |
| Filha natimorta                |        | 9 de julho de 1665   | 9 de julho de 1665      |                                                           |
| Aborto                         |        | 1663                 | 1663                    |                                                           |
| Aborto                         |        | 1667                 | 1667                    |                                                           |
| Aborto                         |        | 1668                 | 1668                    |                                                           |
| Ana Maria                      |        | 27 de agosto de 1669 | 26 de agosto de 1728    | Casou-se com Vítor Amadeu II de Saboia, com descendência. |

## Bibliografa
- Barker, Nancy Nichols: Brother to the Sun King; Philippe, Duke of Orléans, Johns Hopkins University Press, Baltimore/London, 1989
- Cartwright, Julia: Madame: A life of Henrietta, daughter of Charles I and Duchess of Orléans, Seeley and Co.Ltd, London, 1900
- Fraser, Antonia: Love and Louis XIV; The Women in the Life of the Sun King, Anchor Books, London, 2006
- Fraser, Antonia: Royal Charles: Charles II and the Restoration, Alfred A. Knopf, New York, 1979
- Louda, Jiří; Maclagan, Michael (1999) [1981]. Lines of Succession: Heraldry of the Royal Families of Europe 2 ed. London: Little, Brown. ISBN 978-0-316-84820-6
- Mitford, Nancy: The Sun King, Penguin Publishing, London, 1966, ISBN 0-14-023967-7